# سارا رابرتسون
سارا رابرتسون (انگلیسی: Sarah Robertson؛ زادهٔ ۲۷ سپتامبر ۱۹۹۳) بازیکن هاکی روی چمن زن اهل بریتانیا است.